# Ion N. Lahovari
Ion N. Lahovari (n. 25 ianuarie 1844, București, Țara Românească – d. 14 iunie 1915, București, România) a fost un politician și ministru român. A fost tatăl principesei Martha Bibescu.

## Biografie
A fost fratele lui Alexandru N. Lahovari și Iacob N. Lahovari. A făcut studii juridice la Paris, iar după întoarcerea în țară a profesat ca avocat la București.
A fost ales deputat, fiind din 1871 membru în Partidul Conservator. Între 1899-1900 a fost ministru de externe în cabinetul Gheorghe Gr. Cantacuzino. A fost Ministru Plenipotențiar al României la Paris și Ministru al Afacerilor Externe.
A fost membru al senatului din partea partidului conservator, având și funcția de președinte al Senatului.

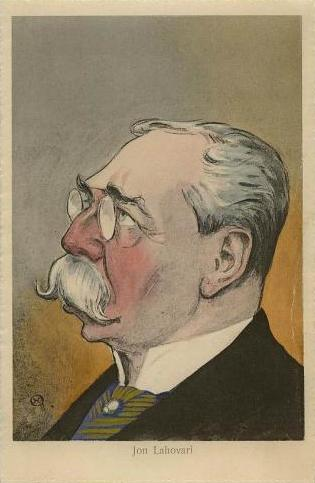
Ioan Lahovary - caricatură de Nicolae S. Petrescu-Găină
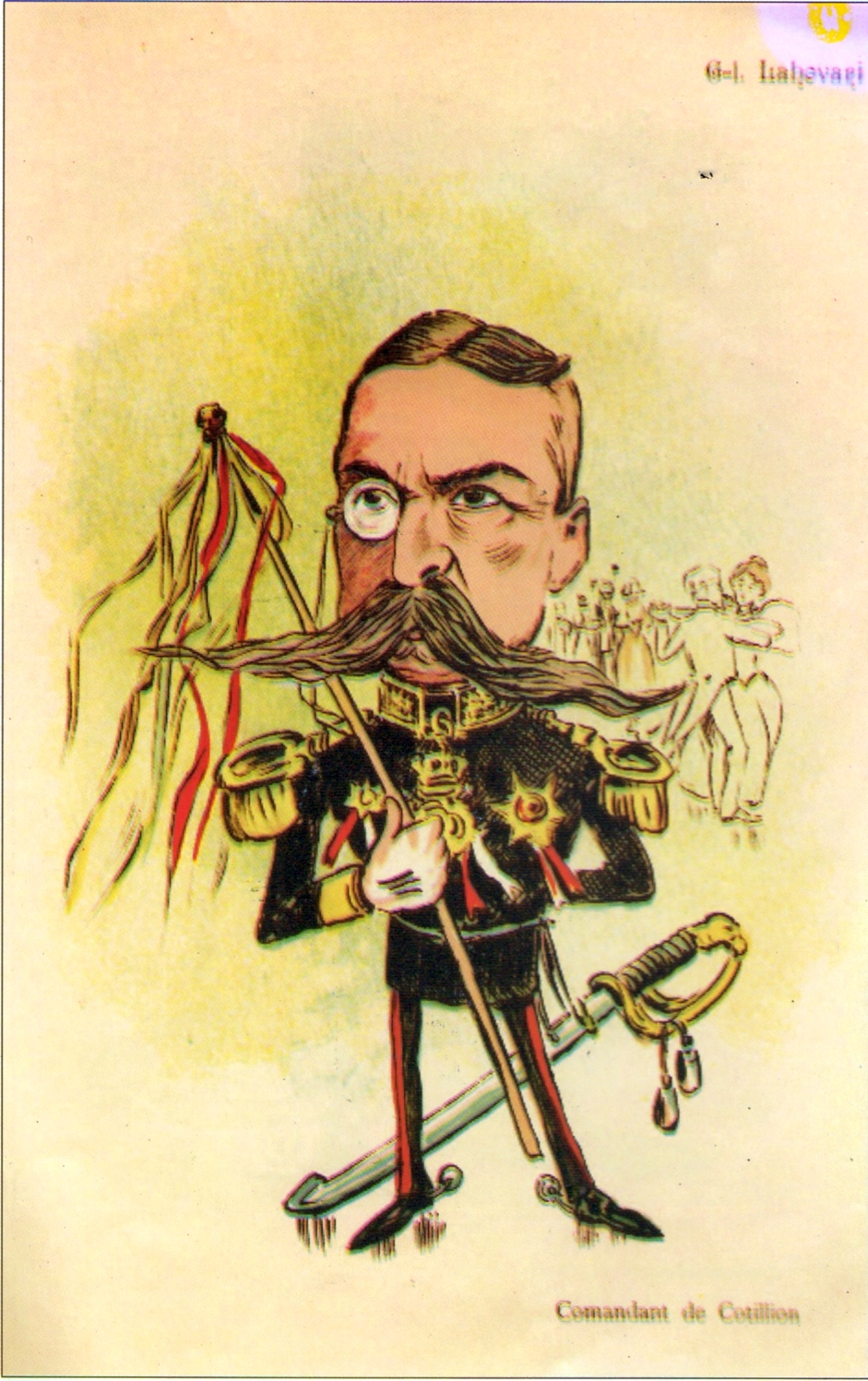
Ioan Lahovary - caricatură de Nicolae S. Petrescu-Găină